# Yohannes I.

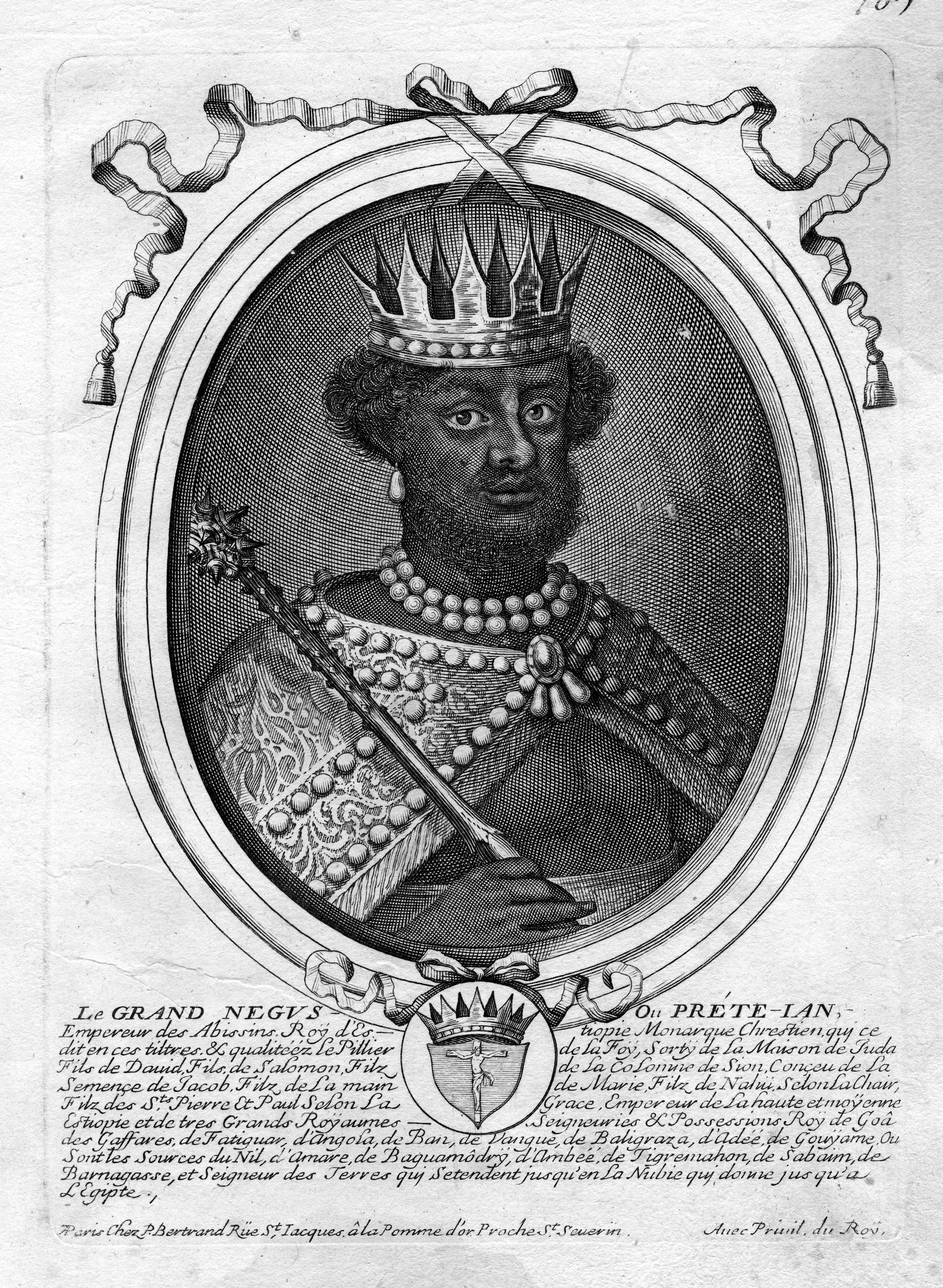
Yohannes I.

Yohannes I. (äthiop. ዮሐንስ, auch Johannes I., Thronname Ailaf Sagad አእላፍ ሰገድ  „vor dem sich Zehntausende beugen“) (* vor 1640; † 19. Juli 1682) war von 1667 bis 1682 Negus Negest (Kaiser) von Äthiopien.  
Er war der 4. Sohn des Kaisers Fasilides. Yohannes entstammte der regierenden Salomonischen Dynastie und war Anhänger der Tewahedo-Glaubensrichtung. Nach dem Tod seines Vaters wurde er auf Vorschlag des Blattengeta Malka Krestos vom Rat der höchsten weltlichen und kirchlichen Würdenträger des Reiches zum Kaiser ausgerufen. Gleichzeitig wurden vom Rat die anderen Söhne des Fasilides auf den Gefängnisberg Wehni Amba gebracht um Streitigkeiten um die Thronfolge zu verhindern.
Mit seiner Politik strebte Yohannes I. die Trennung der äthiopischen Bevölkerung nach religiösen Zugehörigkeiten an. Er erließ ein Edikt, wonach Verbindungen zwischen Angehörigen verschiedener Konfessionen verboten waren. Außerdem eskalierten die Auseinandersetzungen mit europäisch-katholischen Missionaren, die bereits während der Regentschaft seines Großvaters, Kaiser Sissinios ausgebrochen waren. Im Jahr 1669 wies Kaiser Yohannes I. den Gerazmach Mikael an, alle in Äthiopien ansässigen und sich nicht zum äthiopischen Glauben bekennen wollenden Katholiken des Landes zu verweisen. Stattdessen sympathisierte der Kaiser mit der armenischen Kirche und empfing 1679 den armenischen Bischof Johannes.
Während der Regentschaft von Yohannes I. kam es, wie schon bei seinen Vorgängern und später seinen Nachfolgern, zu ständigen Auseinandersetzungen zwischen den Anhängern der zwei großen äthiopischen Glaubensrichtungen Qibat und Tewahedo. Auf Druck der Tewahedo-Mönche aus dem Azezo-Kloster wurde schließlich 1681 ein Konzil einberufen. Im Ergebnis dieses Konzils wurde die Qibat-Glaubensrichtung mit dem Bannfluch belegt.

Kaiser Yohannes I. verstarb in Gondar kurz nach dem Konzil und wurde im Kloster Sadda auf der Insel Mesraha im Tanasee beigesetzt.
Yohannes war verheiratet und hatte vier Söhne und eine Tochter.
| Vorgänger | Amt                            | Nachfolger |
| --------- | ------------------------------ | ---------- |
| Fasilides | Kaiser von Äthiopien 1667–1682 | Iyasu I.   |

| Personendaten    | Personendaten                        |
| ---------------- | ------------------------------------ |
| NAME             | Yohannes I.                          |
| ALTERNATIVNAMEN  | Johannes I.; Ailaf Sagad (Thronname) |
| KURZBESCHREIBUNG | Negus Negest (Kaiser) von Äthiopien  |
| GEBURTSDATUM     | vor 1640                             |
| STERBEDATUM      | 19. Juli 1682                        |